# El Club de las solteras
El Club de las solteras es una revista musical o zarzuela, denominada como pasatiempo cómico lírico, en un acto dividido en cinco cuadros. Con libreto de Manuel Fernández del Puente y Luis Pascual Frutos, y música de los maestros Pablo Luna y Luis Foglietti, se estrenó con gran éxito en el Teatro de la Zarzuela de Madrid, el 14 de octubre de 1909.

## Comentario
Esta es una de las obras más representativas de la transformación del género chico a los nuevos gustos del público. Oscilando entre la opereta frívola, que iría tomando los escenarios madrileños poco a poco, la revista psicaliptica, que va imponiéndose cada vez más en los gustos teatrales, y las variedades, es un claro ejemplo de cómo el género chico había ido perdiendo auge en los primeros años del siglo XX e iba dejando paso a nuevas modas y gustos.
El libro es una especie de fantasía en donde se mezclan elementos de vodevil y situaciones cómicas, dignas del sainete, con otros más fantásticos, indicados especialmente para los despliegues de escenografías espectaculares y vistosos números de conjunto. Luis Pacual Frutos y Manuel Fernández del Puente, fueron expertos libretistas en los ambientes sicalipticos y del género chico que se codearon con otros autores como el famoso dúo de Guillermo Perrin y Miguel Palacios, o José Jackson Veyan, autores muy reconocidos por esos años.
La música es un reflejo de los gustos de la época. En ella los maestros usan su vena melódica para crear números de gran ligereza y pegadizos, que se repetían entre el delirio del público, llegando a ser muy populares en su momento, sin que por ello pierdan su gran calidad lírica y orquestal.

## Argumento
La acción transcurre en Nueva York y en París, en la época del estreno (1909)
El Celibes Club, es un grupo que aboga por la soltería y la lucha contra los encantos de la mujer, pues defiende en su reglamento que el mejor estado del hombre es soltero. Reciben una invitación del Club de Solteras de París, las cuales les retan a una apuesta en la que deben de evitar que sus socios, sobre todo el presidente y el secretario, se enamoren de algunas de las socias del Club. Aceptan la apuesta y parten hacia París.
Al llegar al club de las solteras, son recibidos y agasajados por los distintos grupos de mujeres que vienen a rendir sus saludos a los invitados. Durante su estancia se ven envueltos en diversas peripecias, para acabar al final siendo cazados por la presidenta y su secretaria, culminando la obra con la felicidad y futuros matrimonios, de todos los miembros del club.

## Números musicales
- Acto único[1]

- Cuadro primero: Célibes Club

- - Introducción y Escena de la disputa: "Ese reglamento hay que reformar"

- Cuadro segundo: Correo de Europa

- - Terceto de los sellos: "Yo soy el timbre y no de alarma"

- Cuadro tercero: ¡Novio, novio!"

- - Introducción y Coro de socias: "¡Novio, novio!"

- - Terceto de las inocentes: "Somos las socias más modernas de este club"

- - Coro de las Serias (Yankis): "Ya llegan aquí, con toda majestad"

- - Pasacalle de las Alegres: "De las mujeres alegres"

- - Tango de la Española y Garrotín: "Yo he visto llorar a un niño"

- - Escena y vals de las Viudas: "Con vuestro permiso, hoy llegan aquí"

- Cuadro cuarto: Las declaraciones

- - Couplets de las Cartas: "¡Vaya finura! Esto es un primor"

- - Intermedio

- Cuadro quinto: La fiesta de los solteros

- - Brindis y bailable: "¡Guerra a las penas!"

- - Fin de la obra.

- Fue tanto el éxito de la obra, que se hicieron varias reformas del libreto, introduciendo nuevos cuadros con nuevos números musicales.

- Reforma A

- - Canción de la Mascota: "Tengan ustedes muy buenas tardes"

- Reforma B

- - Canción de la Novia perpetua: " Dice mamá que el matrimonio"

- Reforma C

- - Coro y tango del cucurucú: "Las mujeres criollas, mi niño"

## Personajes Principales
- Presidente del club de solteros de New York, hombre muy serio y recto, enemigo del amor. Interpretado por Salvador Videgain García.

- Secretario, su fiel amigo y compañero, defensor de los mismos principios. Interpretado por A. González.

- Tesorero, compañero de los anteriores. Interpretado por Pedro González.

- Lulú, presidenta de las solteras e impulsora de la lucha contra la soltería. Interpretado por María Severini.

- Lolo, tesorera y partidista del amor. Interpretado por Emérita Esparza.

- Mimi, muchacha deseosa de encontrar novio. Interpretado por Consuelo Mayendia.